# Leptoceletes basalis
Leptoceletes basalis là một loài bọ cánh cứng trong họ Lycidae. Loài này được LeConte miêu tả khoa học năm 1847.